# Daniel Akpeyi
Daniel Akpeyi (Nnewi, Nigeria, 3 de agosto de 1986) es un futbolista nigeriano. Juega como guardameta en el Marumo Gallants F. C. de la Premier Soccer League de Sudáfrica.

## Selección nacional
Formó parte del plantel de Nigeria sub-20 en la Copa Mundial Sub-20 de 2005 y también fue nombrado en la lista preliminar de 22 jugadores para los Juegos Olímpicos de Pekín de 2008, pero no formó parte de la lista definitiva. Fue convocado por la selección para el Campeonato Africano de Naciones de 2014 como sustituto de Chigozie Agbim.
El 6 de mayo de 2014, fue nombrado en la lista provisional de 30 jugadores para la Copa del Mundo, pero otra vez no formó parte de la lista final.
En 2016, fue convocado para disputar los Juegos Olímpicos de Río de Janeiro, donde Nigeria ganó la medalla de bronce.
El 4 de junio de 2018, fue incluido en la lista definitiva de 23 jugadores que representaron a Nigeria en la Copa del Mundo del mismo año.
Fue convocado para disputar la Copa Africana de Naciones 2019.

### Participaciones en Copas del Mundo
| Mundial                               | Sede         | Resultado      | Partidos | Goles |
| ------------------------------------- | ------------ | -------------- | -------- | ----- |
| Copa Mundial de Fútbol Sub-20 de 2005 | Países Bajos | Subcampeón     | 0        | 0     |
| Copa Mundial de Fútbol de 2018        | Rusia        | Fase de grupos | 0        | 0     |

### Participaciones en Juegos Olímpicos
| Olimpiada                               | Sede   | Resultado    | Partidos | Goles |
| --------------------------------------- | ------ | ------------ | -------- | ----- |
| Juegos Olímpicos de Río de Janeiro 2016 | Brasil | Tercer lugar | 1        | 0     |

### Participaciones en Copas Africanas
| Copa                           | Sede    | Resultado        | Partidos | Goles |
| ------------------------------ | ------- | ---------------- | -------- | ----- |
| Copa Africana de Naciones 2019 | Egipto  | Tercer lugar     | 5        | 0     |
| Copa Africana de Naciones 2021 | Camerún | Octavos de final | 0        | 0     |

### Participaciones en Campeonatos Africanos
| Copa                                    | Sede      | Resultado    |
| --------------------------------------- | --------- | ------------ |
| Campeonato Africano de Naciones de 2014 | Sudáfrica | Tercer lugar |

## Clubes
| Club                       | País      | Año       |
| -------------------------- | --------- | --------- |
| Gabros International F. C. | Nigeria   | 2005-2007 |
| Nasarawa United F. C.      | Nigeria   | 2007-2010 |
| Heartland F. C.            | Nigeria   | 2010-2014 |
| Warri Wolves F. C.         | Nigeria   | 2014-2015 |
| Chippa United F. C.        | Sudáfrica | 2015-2018 |
| Kaizer Chiefs F. C.        | Sudáfrica | 2019-2022 |
| Moroka Swallows F. C.      | Sudáfrica | 2023-2024 |
| Marumo Gallants F. C.      | Sudáfrica | 2024-     |

## Palmarés

### Campeonatos nacionales
| Título          | Club            | País    | Año  |
| --------------- | --------------- | ------- | ---- |
| Copa de Nigeria | Heartland F. C. | Nigeria | 2011 |
| Copa de Nigeria | Heartland F. C. | Nigeria | 2012 |